# 颅形拟绵蟹
颅形拟绵蟹（学名：Dromidiopsis cranioides）为绵蟹科拟绵蟹属的动物。分布于日本、新几内亚、印度尼西亚、新加坡、丹老群岛、泰国、安达曼、阿米兰特群岛以及中国大陆的海南等地，多见于海水。